# IC 1915
IC 1915 је спирална галаксија у сазвјежђу Часовник која се налази на листи објеката дубоког неба у Индекс каталогу.
Деклинација објекта је - 50° 41' 31" а ректасцензија 3h 19m 51,8s. Привидна величина (магнитуда) објекта IC 1915 износи 15,4 а фотографска магнитуда 16,2. IC 1915 је још познат и под ознакама ESO 200-5, PGC 12435.